# Heinrich von Blumenthal (Bürgermeister)

Heinrich von Blumenthal

Heinrich Leopold August von Blumenthal, seit 1786 Graf von Blumenthal (* 14. September 1765 in Potsdam; † 7. November 1830 in Neudeck) war Erster Kammerherr von König Jérôme Bonaparte und Bürgermeister von Magdeburg.

## Leben

### Herkunft
Er war ein Angehöriger des märkischen Adelsgeschlechts von Blumenthal. Er war der Sohn und Erbe von Johann August Graf von Blumenthal (1722–1788) (die Erhebung in den Grafenstand erfolgte am 2. Oktober 1786). Seine Mutter war Ulrike Amalie, geborene Gräfin von Wartensleben (1741–1808).

### Karriere
1786 trat er als Kornett beim Regiment Gensdarmes in Berlin ein und nahm am 1. Februar 1788 seinen Abschied als Leutnant. Anschließend widmete er sich der Verwaltung seiner Güter Betzendorf, Adamsdorf und Lieben. 1790 wurde er königlich preußischer und herzoglich Mecklenburg-Strelitzscher Kammerherr. Seit dem 15. Juli 1795 war er Domherr zu Magdeburg.

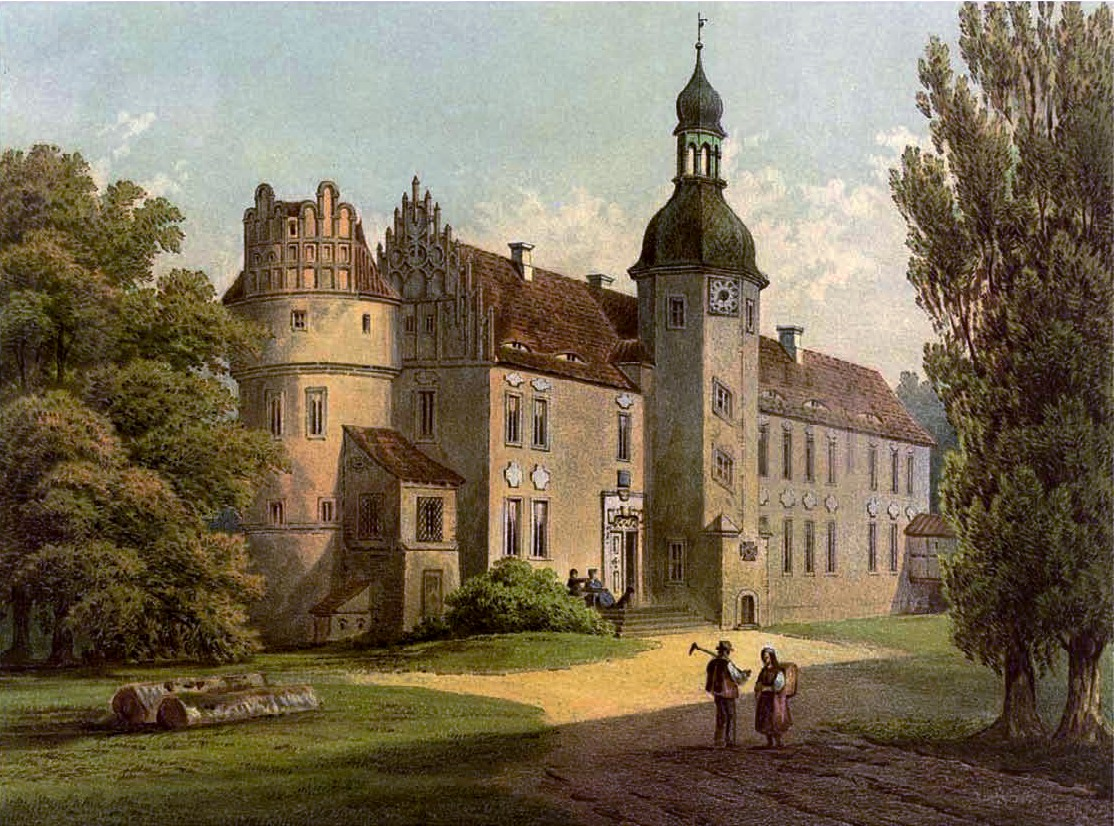
Schloss Neudeck (um 1860), Sammlung Alexander Duncker

In den Wirren der napoleonischen Kriege und durch die Abschaffung der Erbuntertänigkeit erlitt er wesentliche wirtschaftliche Verluste. 1807 war er Deputierter (für die Magdeburger Prälaten und Ritter) in der Stände-Deputation, die in Paris und Fontainebleau über die Constitution des Königreichs Westphalen verhandelten. Nach der Bildung des Königreichs Westphalen war er von 1807 bis zum 30. Juni 1808 Bürgermeister von Magdeburg.
Vom 2. Juni 1808 bis zum 26. Oktober 1813 war er für das Elbe-Departement in der Klasse der Grundbesitzer gewähltes Mitglied der Reichsstände des Königreichs Westphalen.
August 1809 verkaufte er die (mit Krediten belasteten) Güter, erwarb Gut Neudeck bei Herzberg (Elster) und wurde aus finanziellen Erwägungen Erster Kammerherr und Gouverneur des Schlosses Napoleonshöhe.
Er war Rechtsritter des Johanniterordens und Ritter der Ehrenlegion.

## Familie
Am 26. September 1788 heiratete Blumenthal Friederike von Plessen auf Kleinvielen (1769–1848). Das Paar hatte mehrere Kinder:
- Hans (1789–1794)
- Adam (1792–1812), gefallen bei Borodino
- Ida (1794–1874)
- Johanna (1796–1807)
- Albert (1797–1860), preußischer Generalleutnant ⚭ Mathilde von Schlegel (1803–1870)
- Friedrich (1798–1855), preußischer Oberstleutnant ⚭ 1837 Malwine Rehfeld (1813–1887)
- Angelika (1801–1870)
- Heinrich (1803–1839), preußischer Premierleutnant ⚭ Marie Wohlfahrt (1809–1895)
- Bernhard (1804–1866) ⚭ Leonide von Arnim (1814–1893)
- Kathinka (1807–1874)
- Marie (1811–1865) ⚭ Georg von Arnim (1806–1845), Herr auf Suckow